# Le incredibili avventure di Fuku-chan
Le incredibili avventure di Fuku-chan (福福荘の福ちゃん?, Fukufuku sou no Fuku-chan), noto anche con il titolo internazionale Fuku-chan of Fukufuku Flats è un film del 2014 scritto e diretto da Yosuke Fujita.

## Trama
Tatsuo Fukuda, affettuosamente soprannominato dagli amici Fuku-chan, da adolescente subiva atti di bullismo a causa del suo aspetto paffuto, ma dopo essere cresciuto ha tentato di superare la dolorosa esperienza, difendendo a sua volta i suoi deboli. Chiho Sugiura è invece una delle ragazze che a quel tempo lo prendevano in giro, e che in un attimo si ritrova con la vita stravolta: dopo aver lasciato il proprio prestigioso lavoro per seguire la strada della fotografia, esortata dal celebre fotografo Hisashi Numakura, scopre che in realtà l'uomo aveva intenzione di molestarla.
Senza lavoro e con sempre meno denaro, si convince che la sua sfortuna sia dovuta all'aver fatto soffrire in passato Tatsuo, e dopo averlo rincontrato le porge le proprie scuse. La ragazza decide infine di utilizzare Tatsuo come modello per creare un libro illustrato, Fuku-chan degli appartamenti Fukufuku, che incredibilmente riscuote un grande successo. Le vicende di Tatsuo e Chiho, che progressivamente si avvicinano, si intrecciano con quelle di Norihiko Mabuchi e Akira Nonoshita, rispettivamente un uomo dall'apparenza minacciosa ma dall'animo sensibile e un ragazzo che soffre di paranoia e manie di persecuzione.

## Distribuzione
In Giappone la pellicola è stata distribuita a partire dall'8 novembre 2014 dalla Phantom Film; in Italia Le incredibili avventure di Fuku-chan è stato proiettato al Far East Film Festival dello stesso anno e successivamente distribuito direttamente in DVD da CG Entertainment, a partire dal 1º dicembre 2016.

### Edizione italiana
Il doppiaggio italiano de Le incredibili avventure di Fuku-chan è stato eseguito a Roma presso la Safe & Sound e diretto da Valeria Vidali, su traduzione dall'inglese e dialoghi del marito Alessandro Budroni e assistita da Viola Privitera. I fonici di doppiaggio e missaggio sono rispettivamente Paolo Castellani e Mauro Lopez.